# Chiswick House
Chiswick House è una villa neopalladiana a Chiswick (distretto di Londra nella zona sudoccidentale della città).

## Storia e descrizione
La casa appartenne a Richard Boyle, terzo conte di Burlington, meglio noto come Lord Burlington, celebre per essere stato architetto di gusto e raffinatezza. Il conte architetto disegnò e costruì la villa nel 1726.
L'edificio rettangolare, con tanto di cupola, è ispirato a Villa Almerico Capra detta "La Rotonda" (edificata da Andrea Palladio a partire dal 1566 nei pressi di Vicenza) e rappresenta allo stesso tempo un buon esempio di architettura del XVIII secolo con portico colonnato e soffitti affrescati. Si differenzia dalla Rotonda, tra le altre cose, per avere tre diversi disegni per le quattro facciate (facciata frontale, due laterali, retro) invece di riproporre simmetricamente lo stesso disegno per tutti i lati.
Tuttavia, nel padiglione centrale della Chiswick House prevalgono maggiormente gli elementi desunti dall'archeologia classica, tanto che l'edificio può essere considerato come una delle prime residenze neoclassiche del Settecento.

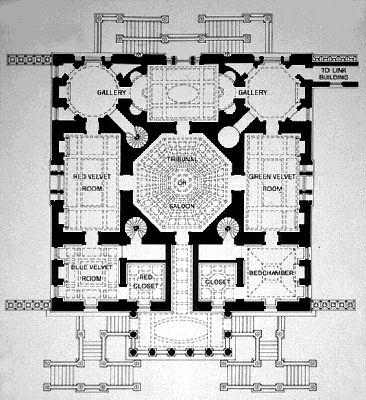
Pianta di Chiswick House